# Jazz Africa
Jazz Africa je album v živo ameriškega klaviaturista Herbieja Hancocka in gambijskega virtuoza kore, Fodayja Muse Susa. Snemanje je potekalo v Wiltern Theatru v Los Angelesu, kot del koncertne serije Jazzvisions. Celoten koncert je izšel na videokaseti in laserdisku, med tem, ko zgoščenka ne vsebuje celotnega koncerta.

## Seznam skladb
Avtor vseh skladb je Foday Musa Suso.
| Št. | Naslov              | Dolžina |
| --- | ------------------- | ------- |
| 1.  | „Kumbasora‟         | 16:15   |
| 2.  | „Debo‟              | 17:06   |
| 3.  | „Cigarette Lighter‟ | 13:05   |
| 4.  | „Jimbasing‟         | 7:51    |

## Osebje

### Glasbeniki
- Herbie Hancock – klaviature
- Foday Musa Suso – kora, vokal
- Aïyb Dieng – tolkala
- Armando Peraza – tolkala
- Adam Rudolph – tolkala
- Joe Thomas – bas
- Hamid Drake – bobni, tolkala
- Abdul Hakeem – kitara

### Produkcija
- Producent: Jack Lewis
- Tonski mojster: Joel 'The Octopus' Moss
- Umetniški direktor: Chris Thompson
- Oblikovanje: David Lau